# جون ماكول (عسكري)
جون ماكول (بالإنجليزية: John McColl)‏ هو عسكري بريطاني، ولد في 17 أبريل 1952 في لندن في المملكة المتحدة.